# Вулиця Шевченка (Євпаторія)
Вулиця Шевченка — одна з вулиць у місті Євпаторія. Бере свій початок з вулиці 13 листопада і закінчується тупиком з виходом до моря (фактично — до вулиці Київської), знаходиться у курортній частині міста. Колишня назва — 3-я лінія.

## Будівлі
- Санаторій «Золотий берег»
- Парк імені М. В. Фрунзе
- Готель «Юліана» (Шевченко вул., 23)
- Пам'ятник Тарасу Шевченку